# Maj-Len Grönholm
Maj-Len Grönholm (nombre de soltera, Eriksson, Helsinki, 5 de junio de 1952 – Ingå, 22 de junio de 2009) fue una política finlandesa y modelo de belleza finlandesa. Como participate de concursos de belleza, ganó el título de Miss Finlandia en 1972 y acabó cuarta en Miss Escandinavia en 1973. Después de retirarse de esta faceta, trabajó como directora en Källhagens skola, una escuela secundaria de habla sueca en Lohja. En marzo de 2009, se fue de baja por enfermedad y estaba en proceso de solicitar una pensión de invalidez cuando falleció.
Durante 16 años, fue concejal en las ciudades de Kauniainen y Espoo. También se presentó en dos ocasiones al parlamento finlandés. A principios de 2009, sirvió como concejal del municipio de Ingå hasta su muerte.
Grönholm fue operada en dos ocasiones por un cáncer de pecho, una en 2002 y otra en 2004. En 2007 la enfermedad se había extendido a su hígado. Grönholm murió de cáncer en 2009.